# Ralph Korte
Ralph Korte ist ein amerikanischer Unternehmer und erster Stifter des 1996 ausgeschriebenen X-Prize.
Er hat zusammen mit seiner Frau Donna vier Kinder und acht Enkelkinder und wohnt in Highland, Illinois.
Korte gründete im Jahr 1958 in Illinois die Firma Korte Construction Company. Unter seiner Leitung wuchs das Unternehmen zu einer der größten Baufirmen östlich von St. Louis.
Er war der erste Stifter der X-Prize Foundation und ist deren Komitee-Mitglied.
| Personendaten    | Personendaten                                                |
| ---------------- | ------------------------------------------------------------ |
| NAME             | Korte, Ralph                                                 |
| KURZBESCHREIBUNG | US-amerikanischer Unternehmer und erster Stifter des X-Prize |
| GEBURTSDATUM     | 20. Jahrhundert                                              |